# كريستوفانو ديل ألتيسيمو
كريستوفانو ديل ألتيسيمو (بالإيطالية: Cristofano di Papi dell'Altissimo)‏ رسام إيطالي ولد في مدينة فلورنسا الإيطالية، عاش في الفترة (1527–1605م). حُفظت معظم أعماله في معرض أوفيزي في فلورنسا.

## أشهر لوحاته

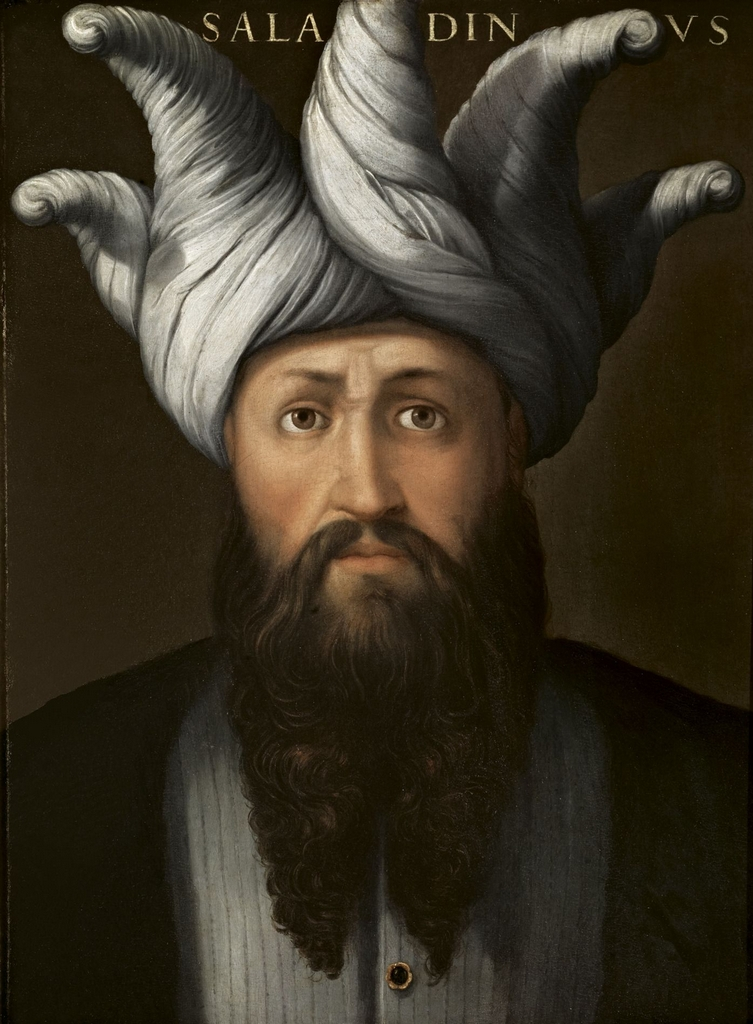
صورة صلاح الدين الأيوبي (1137-1193)
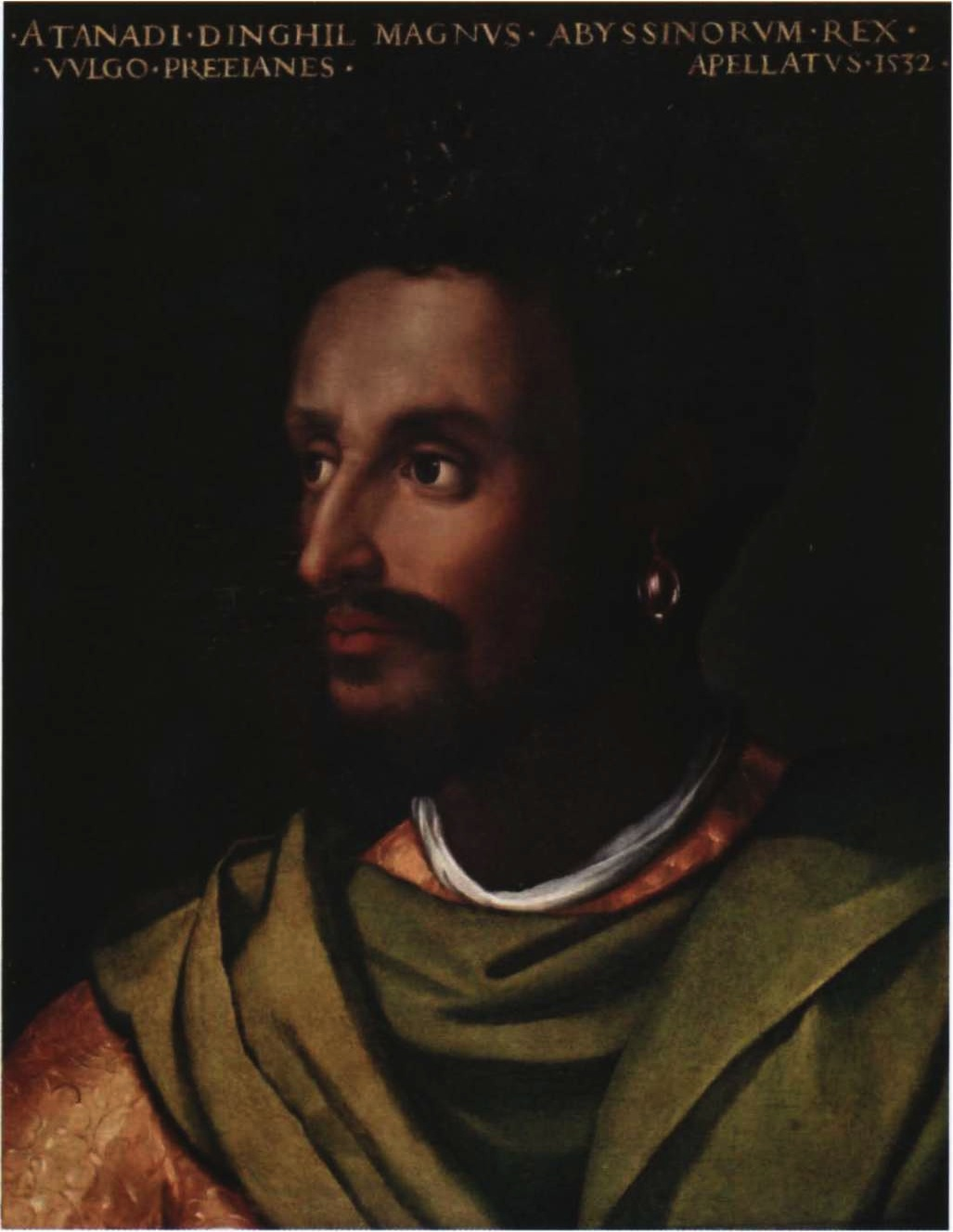
صورة دويت الثاني (1496-1540)
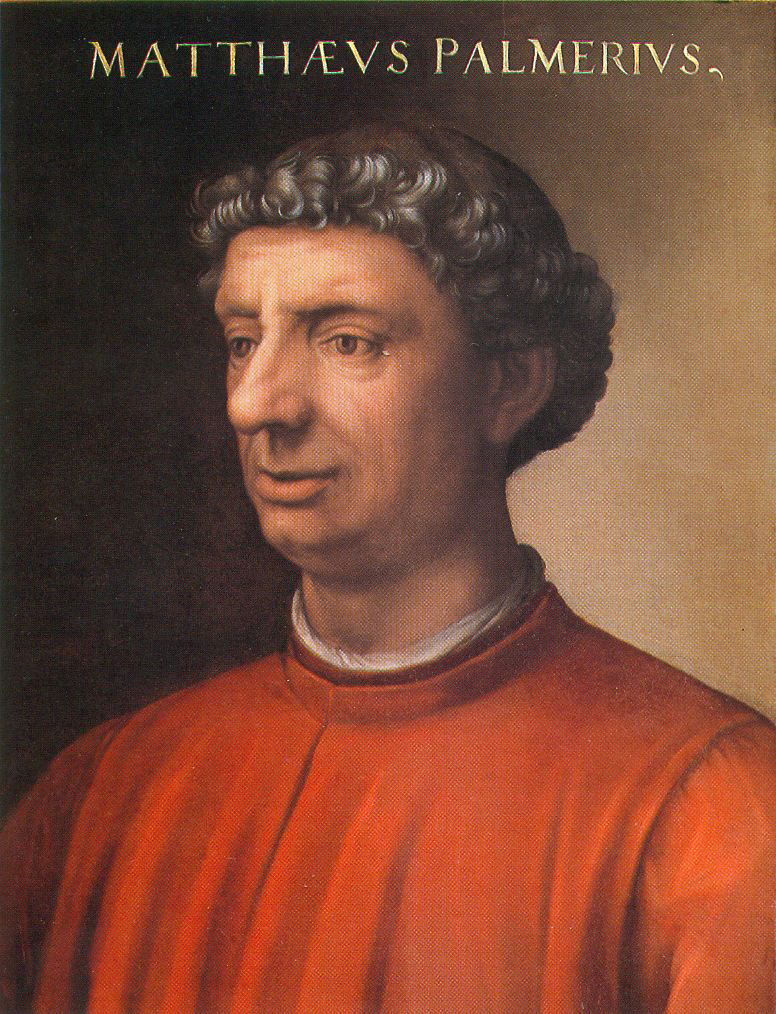
صورة ماتيو بالميري (1406–1475)
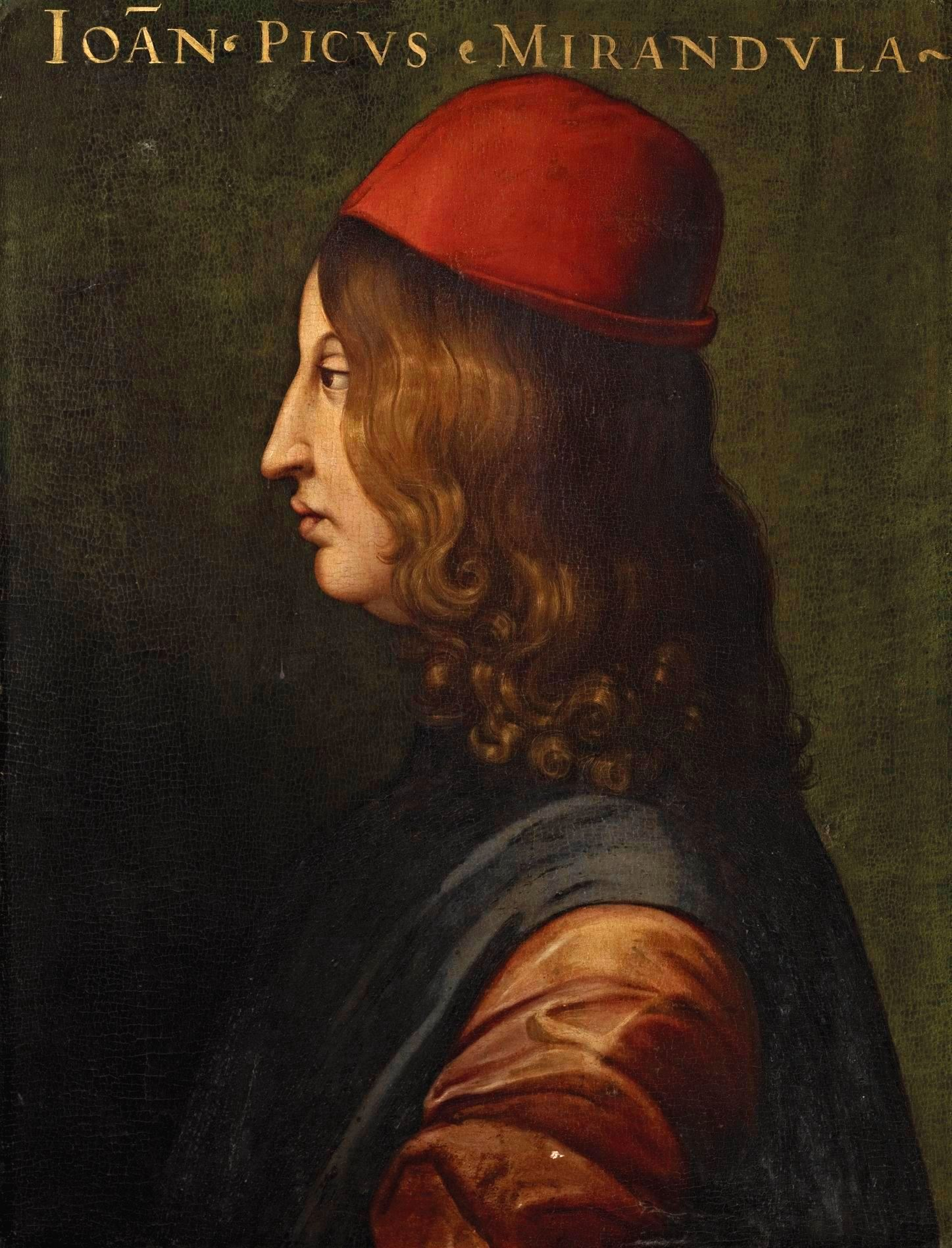
صورة بيكو ديلا ميراندولا (1463–1494)
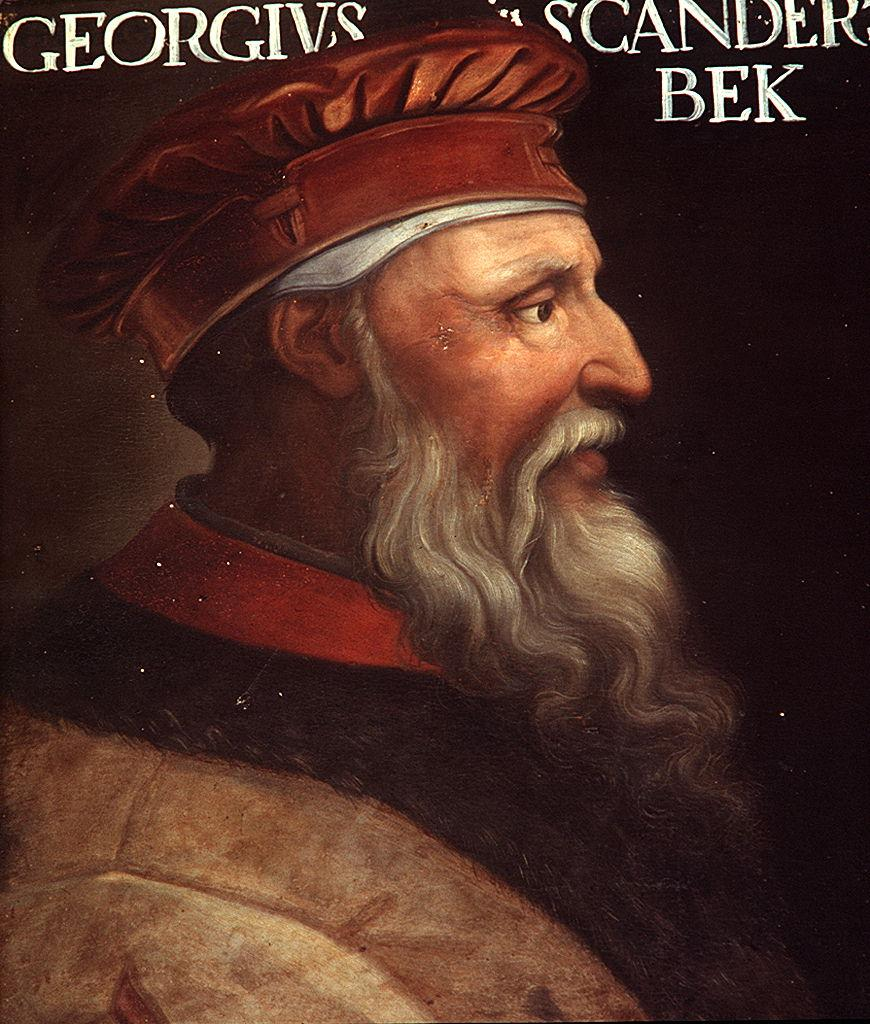
صورة إسكندر بك (1405-1468)
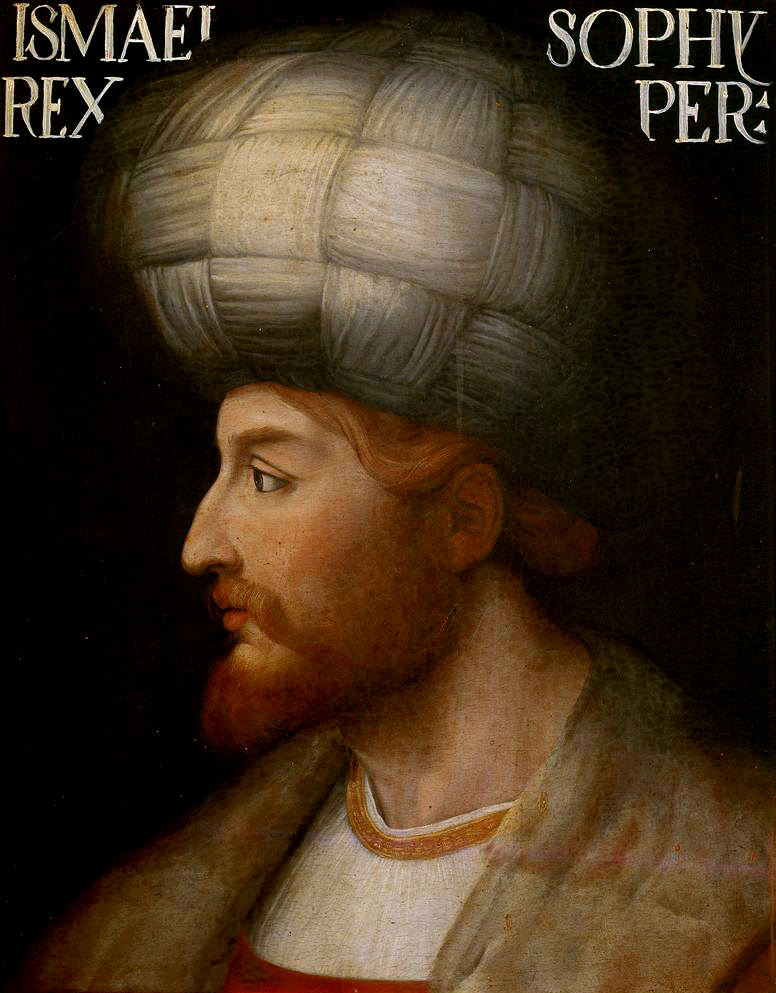
صورة إسماعيل الصفوي (1487-1524)
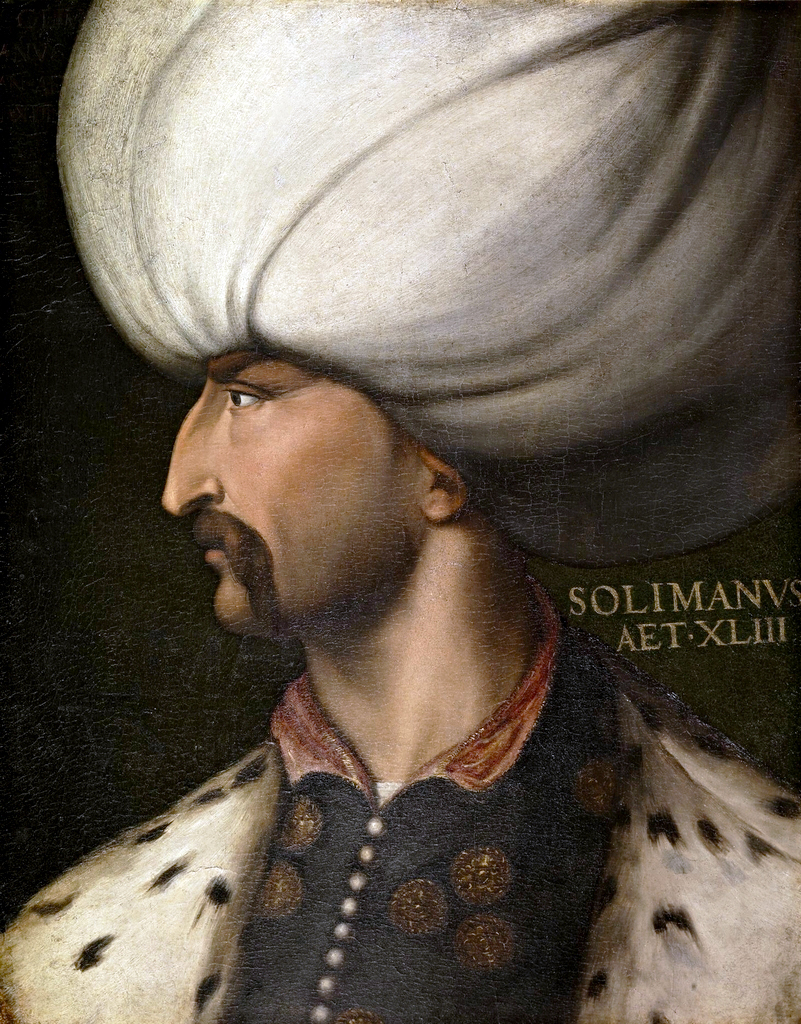
صورة سليمان القانوني (1494–1566)
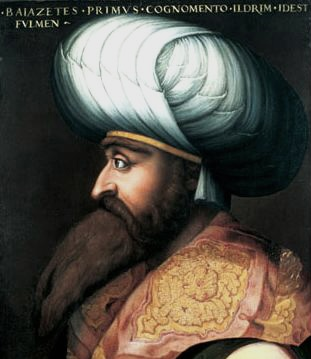
صورة بايزيد الأول (1360-1403)
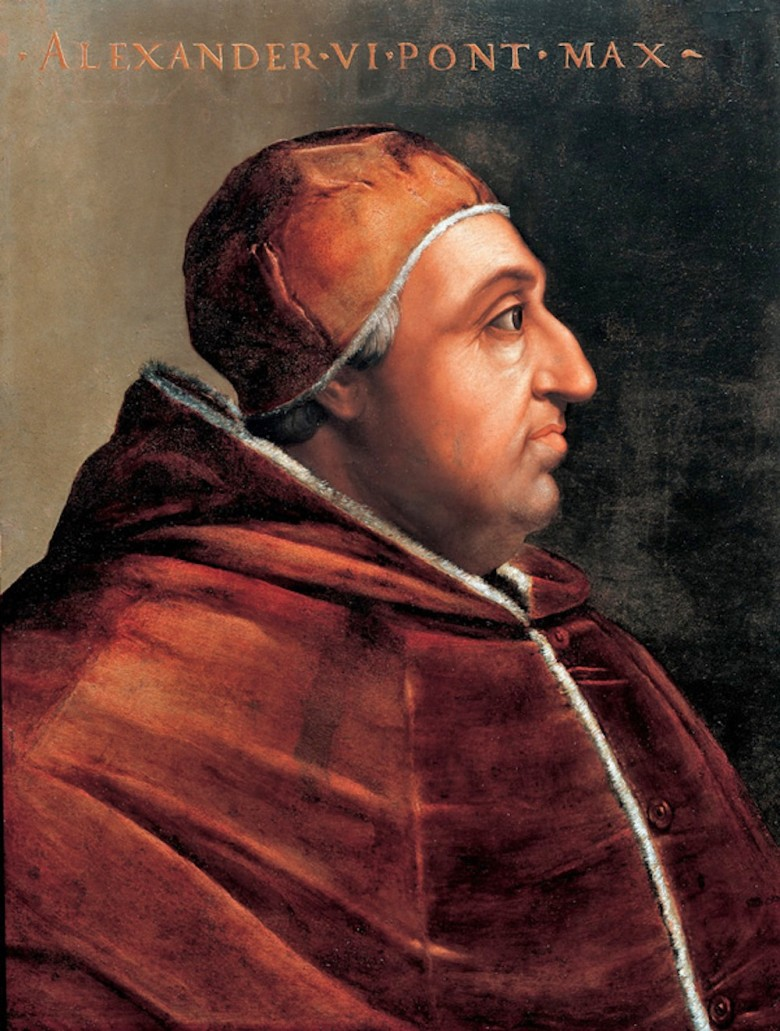
صورة إسكندر السادس (1431-1503)